# Ferme générale
Ferme générale – początkowo nieformalna, a od 1726 roku formalna organizacja zrzeszająca dzierżawców generalnych zbierających podatki dla państwa. Dzierżawcy płacili państwu na bieżące potrzeby finansowe, po czym odzyskiwali pieniądze przeprowadzając zbiórkę podatków. Każdy dzierżawca miał określony obszar, z którego mógł zbierać podatki. Samo francuskie przedrewolucyjne państwo nie miało dość urzędników, by zebrać podatki bezpośrednio z wszystkich ziem.
Najbardziej znani z francuskich dzierżawców generalnych to: Charles François Le Normant de Tournehem (1684–1751) i  Alexandre-Jean-Joseph Le Riche de La Popeliniere (1692–1762), patron filozofów i kompozytora Jeana Philippe’a Rameau (1683–1764).
Pod koniec swych rządów król Prus Fryderyk Wielki wprowadził francuski system i francuskich dzierżawców do swego kraju. Zarówno we Francji jak i w Prusach dzierżawcy generalni byli przez lud znienawidzeni.